# Conflictes otomano-portuguesos

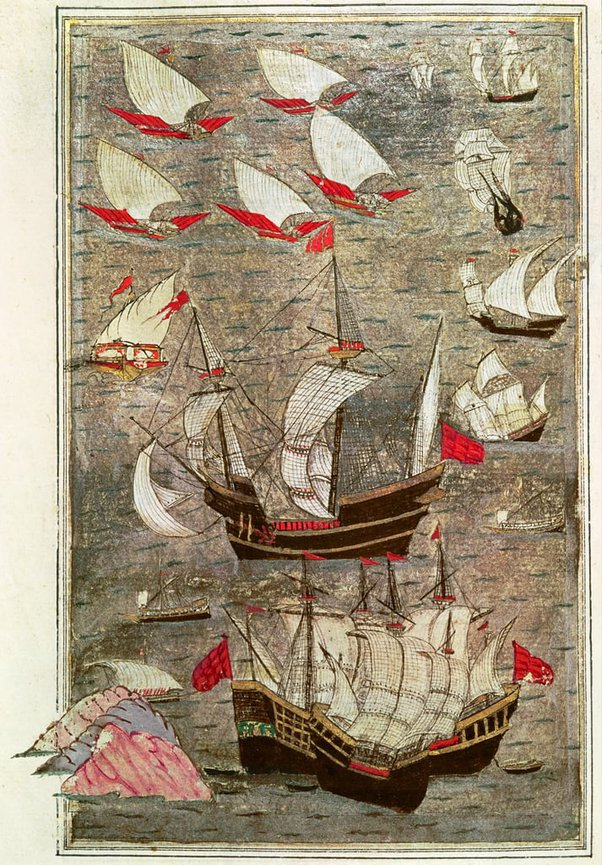
Flota otomana al Golf d'Aden en una miniatura del segle XVI

Els conflictes otomano-portuguesos són una sèrie de conflictes militars entre l'Imperi Portuguès i l'Imperi Otomà o conflictes entre els otomans i les potències europees en la que els portuguesos van tenir una participació rellevant. Alguns d'aquests conflictes van ser breus i altres van allargar-se durant molts anys, majoritàriament situats a l'oceà Índic, una zona comuna d'expansió dels dos imperis. En alguns casos s'hi van veure involucrades altres potències regionals, com Ajuuraan, l'Imperi d'Etiòpia o Adal.